# Dismissed
Dismissed – program rozrywkowy polegający na umówieniu jednej osoby (chłopaka lub dziewczyny) z dwoma innymi, która jest aranżowaną przez MTV. Bohater lub bohaterka każdego wydania programu spędzą romantyczny wieczór w towarzystwie osób wytypowanych przez MTV, po czym decyduje z kim chce dalej się spotykać.